# Saint-Christophe, Allier
Saint-Christophe är en kommun i departementet Allier i regionen Auvergne-Rhône-Alpes i de centrala delarna av Frankrike. Kommunen ligger  i kantonen Lapalisse som ligger i arrondissementet Vichy. År 2022 hade Saint-Christophe 431 invånare.

## Befolkningsutveckling
Antalet invånare i kommunen Saint-Christophe
Referens: INSEE